# Lex van Delden (acteur)
Alex (Lex) van Delden (Amsterdam, 21 juni 1947 - aldaar, 6 oktober 2010) was een Nederlands acteur en zanger.
Lex van Delden werd geboren als Alex Zwaap, als zoon van de componist Lex van Delden en de actrice Jetty van Delden-van Dijk. Zijn grootvader was de acteur Ko van Dijk sr.; de acteur Ko van Dijk was zijn oom. In 1966 ging hij naar de toneelschool, en al snel daarna maakte hij zijn professionele debuut op de planken in De gast, de gastheer, de geest van Robert Patrick waarin hij tegenover Ramses Shaffy speelde.
Hoewel hij daarna ook in het theater te zien bleef, heeft zijn carrière in Nederland zich hoofdzakelijk op televisie afgespeeld. Zijn eerste grote rol speelde hij in de televisieserie De kleine zielen, naar de boeken van Louis Couperus. Hij speelde daarin Addy. Een andere belangrijke rol was die van rederszoon Kwel in het epos Hollands Glorie, naar het gelijknamige boek van Jan de Hartog.
In 1978 vertrok Van Delden naar Groot-Brittannië, waar hij ook op televisie te zien was (o.a. in Coronation Street) en in het theater. Zo was hij te zien in toneelstukken van Brecht en Hindemith en te horen en te zien in opera's van Puccini, Monteverdi en Offenbach.
Van Delden was de laatste jaren ook weer met enige regelmaat te zien op de Nederlandse televisie, als commissaris in de serie Grijpstra & De Gier.
Na een ziekbed van enkele maanden overleed hij op 63-jarige leeftijd te Amsterdam. Hij werd begraven op begraafplaats Zorgvlied.

## Filmografie (selectie)
Film
- Helix (2006) - Max Randell
- The Reckoning (2003) - ober (Satan)
- Phoenix (1996) - Dr. Jan Randell
- Incognito (1996) - Prof. de Hoog
- Soursweet (1989) - Guillaume
- John & Yoko - A Love Story (1988) - reporter
- Revolution (1985) - Pierre
- To Catch A King (1984) - Hans Egger
- Coming Out Of The Ice (1984) - gevangene
- Bad Timing (1980) - jonge dokter
- Mysteries (1978) - student
- Soldaat van Oranje (1977) - Nico
- A Bridge Too Far (1977) - Matthias
- The Hiding Place (1974) - Max
- Robin Hood (1973) - Robin Hood

## Televisie
- De co-assistent (2009) - Dokter Smulders (Afl. Beroepsgeheim)
- De Punt (2009) - Minister de Gaay Fortman
- Juliana (2009) - Willem Drees
- John Adams (2008) - First Dutch Banker
- Flikken Maastricht (2008) - Joop 'Boeli' 's Heerenlandt (Afl. De bestorming)
- Cathedral: Murder At Canterbury (2005) - Benedict of Peterborough
- Grijpstra & De Gier (2004-2007) - Commissaris Jan
- Disney Special: Lights! Camera! Magic! (2002) - filmregisseur
- The Holocaust On Trial (2000) - Robert Jan van Pelt
- Human, All Too Human (1998) - Martin Heidegger
- The Ruth Rendell Mysteries: Road Rage (1997) - Herr Ranke
- The Chief (1994) - Karel van Mullem
- Lovejoy: The Last Of The Uzkoks (1994) - Jan Bergkamp
- The Young Indiana Jones Chronicles (1992) - Voska
- The Fall-out Guy (1992) - Klaus Fuchs
- Blue Smoke And Blooded Moon (1991) - Johan
- Space (1987) - Dr. Gerswald
- Operation Julie (1985) - Duerring
- The Odd Job Man (1984) - ondervrager
- Auf Wiedersehen, Pet (1983) - Helmut
- Person To Person (1983) - Henk Jansen
- The Fourth Arm (1983) - Leutnant Waechter
- Airline (1982) - Erich
- Noodlot (1982/1983) - Bertie van Maeren
- Mrs Reinhardt (1981) - schilder
- Unity (1981) - Wilhelm Brueckner
- Coronation Street (1981) - Dirk van der Stek
- A Kiss, A Fond Embrace (1980) - Emile L'Angelier
- Caught On A Train (1980) - ober
- De woeste hoogte (1978/1979)
- Hollands Glorie (1977) - Nol Kwel junior
- Heilige Jeanne (1977/1978) - Dauphin
- Vorstenschool (1976) - Von Schukenscheuer
- Van oude mensen, de dingen die voorbijgaan (1975/1976) - Lot Pauws
- De stille kracht (1973/1974) - Onno Eldersma
- Tanchelyn (1973) - Wibel
- Abraham (1973) - Isaac
- Uilenspiegel (1973) - Philips II
- Karakter (1971) - Jacob Willem Katadreuffe
- De kleine zielen (1969/1970) - Addy van der Welcke

Hoofdrollen op het toneel en in opera's, tal van reclamespots en voordrachtprogramma's.